# Fundação Friedrich Ebert
Fundação Friedrich Ebert (em alemão: Friedrich-Ebert-Stiftung, FES) é uma fundação de direito privado de carácter político-cultural, considerada de utilidade pública, fundada em 1925 para manter e promover o legado político de Friedrich Ebert, o primeiro presidente democraticamente eleito na Alemanha. Proibida em 1933 pelo regime nazi, refundada em 1947, a instituição mantém-se comprometida com os valores e ideias fundamentais da social-democracia europeia e tem como principais objectivos fomentar a formação política e social de pessoas de todas as esferas da sociedade, no espírito da democracia e do pluralismo, possibilitar a jovens talentosos, por meio da concessão de bolsas, o acesso ao estudo universitário e à pesquisa e contribuir para o entendimento e a cooperação internacional.
No mundo lusofono, a FES tem sedes em Brasil (São Paulo), Moçambique (Maputo) e Portugal (Lisboa).